# Steamboat Bill Jr.
Steamboat Bill Jr. (en España, El héroe del río; en Argentina, El loco Bill) es un largometraje cómico mudo estadounidense de 1928 dirigido por Charles Reisner y Buster Keaton, con actuación de este último más Ernest Torrence, Marion Byron, Tom McGuire y Tom Lewis.

## Trama
William "Steamboat Bill" Canfield es el capitán de un vapor de paletas que se encuentra en aprietos debido a la competencia del empresario John James King, quien ha comprado un nuevo barco a vapor más avanzado y grande que el suyo. Canfield espera que con la llegada de su hijo universitario, Bill Jr., reciba la ayuda necesaria para competir contra el empresario. El capitán no ha visto a su hijo en años, por lo que espera ver a un hombre corpulento como él, capaz de soportar el trabajo necesario en un barco a vapor. Sin embargo, al llegar a la estación de tren descubre que Bill es un joven bajo y delgado, totalmente opuesto a lo que esperaba. La situación empeora cuando se da cuenta de que su hijo y la hija de King, Kitty, se conocen y están enamorados. Tanto el capitán como el empresario intentarán poner fin a la amistad entre sus hijos debido a su rivalidad comercial.
Canfield intenta enseñarle a su hijo cómo trabajar en su barco, pero Bill no es capaz de seguir sus instrucciones y genera situaciones con efectos desastrosos. Ante esto y al amor que Bill siente por la hija de su rival, Canfield decide enviar a su hijo de vuelta a Boston. Sin embargo, ese mismo día se anuncia que su barco no cumple con las reglas mínimas de seguridad exigidas para las embarcaciones, por lo que no podrá ser utilizado hasta nuevo aviso. 
Sospechando que el responsable de esto es King, el capitán lo enfrenta y se produce una pelea entre ambos. Canfield es arrestado y encerrado en la comisaría de policía, por lo que intenta auxiliarlo. Bill trata de entregarle una lima y otras herramientas a su padre para que escape de la cárcel, pero su plan es descubierto por los policías. El sheriff golpea a Bill en la cabeza, siendo enviado al hospital.
Mientras Bill está internado en el hospital, el pueblo es azotado por un ciclón que amenaza con destruir todo lo que esté a su paso. Bill atraviesa el pueblo, evitando obstáculos y edificios que se derrumban, con el objetivo de rescatar a su padre. Sin embargo, la comisaría cae al río y es arrastrada por la corriente, con Canfield en su interior. Bill utiliza su ingenio para rescatarlo, así como a Kitty y a King, quienes estaban también en el río. Kitty recompensa a Bill con un beso, tras lo cual el joven salta nuevamente al agua. Canfield, King y Kitty se sorprenden por la reacción de Bill, pero luego descubren que lo hizo para rescatar a un sacerdote que también se estaba ahogando en el río.

## Reparto
- Buster Keaton: William Canfield Jr.
- Ernest Torrence: William "Steamboat Bill" Canfield Sr.
- Marion Byron: Kitty King
- Tom McGuire: John James King
- Tom Lewis: Tom Carter
- James T. Mack: Un sacerdote

## Legado
La famosa escena de la ventana ha sido recreada cientos de veces en cine y televisión (pero con mayores medidas de seguridad o efectos especiales), por ejemplo en MacGyver,   Arrested Development o los films de Jackie Chan. Keaton, como era su costumbre, la filmó sin ningún truco. Se usó una fachada auténtica de dos toneladas, y la marca en el suelo indicando dónde colocarse para evitar ser aplastado fue un clavo. Se dice que de haberse parado a solo unos centímetros del punto correcto, habría resultado gravemente herido o muerto.
Steamboat Bill, Jr. se ha convertido en una obra clave de la historia del cine. Rotten Tomatoes la da un 100%. Está incluida en la lista 1001 Movies You Must See Before You Die.
En 2016 fue escogida junto a otras cintas por la Biblioteca del Congreso de Estados Unidos para formar parte del National Film Registry, un archivo cinematográfico encargado de conservar aquellas películas "cultural, histórica o estéticamente significativas".
Hay que destacar que este fue el film que inspiró a Walt Disney para hacer Steamboat Willie (1928), estrenada seis meses después y considerada la primera aparición de Mickey Mouse.